# Anomalocaris
Аномалокарис (аномалокар, лат. Anomalocaris, від дав.-гр. ἀνώμαλη κᾱρίς — «незвичайна креветка») — викопний рід радіодонтів, ряду стовбурових морських членистоногих, що рано дивергували. Найбільш відомий за типовим видом A. canadensis, знайденим у сланцях Берджес (Британська Колумбія, Канада) що датуються 520—499 млн років. Інший названий вид A. daleyae відомий з дещо старіших сланців затоки Ему в Австралії. Інші безіменні види Anomalocaris відомі з Китаю та Сполучених Штатів.
Як і інші радіодонти, аномалокар мав плавальні щитки, що йшли вздовж тіла, великі фасеткові очі та одну пару сегментованих фронтальних придатків, які в аномалокара використовувалися для схоплення здобичі. Anomalocaris сягав 34,2—37,8 см завдовжки без фронтальних придатків і хвостового віяла, будучи однією з найбільших тварин кембрію. Рід вважається одним з найдавніших прикладів найвищого хижака, хоча в давніших кембрійських лагерштетт-відкладеннях були знайдені й інші види.

## Історія відкриття
Рештки аномалокариса тривалий час не могли ідентифікувати. Уперше виявивши його останки, вчені не могли зрозуміти, як же виглядав їхній власник. Коли в 1892 р. було знайдено його довгі ротові придатки, палеонтологи вирішили, що вони належали якомусь примітивному представнику ракоподібних. А виявлені в 1911 р. частини кільцеподібного рота вони визнали за рештки древньої медузи. І тільки в 1980-х роках стало ясно, що ротові придатки та пластини рота належали одній тварині.
Скам'янілості аномалокариса вперше були знайдені в XIX ст. в сланцях Берджес в Канаді. З того часу в різних частинах світу (особливо в Китаї та Австралії) вчені вилучили з гірських порід кілька повних скам'янілостей цієї тварини.
Було показано, що стародавні аномалокариси мали відмінний зір, який забезпечувала пара фасеткових очей. Зіркість аномалокарисів забезпечена щонайменше 16 тисячами гексагональних лінз. Наявність настільки складних очей в аномалокариса дає підставу твердити, що фасетковий зір почав розвиватися у членистоногих набагато раніше, ніж вважали досі. Цілком імовірно, що за гостротою зору древній аномалокарис перевершував багатьох своїх сучасних родичів. Так, для порівняння, кількість лінз в оці мухи — близько 4000, а в оці мурашки — близько 100. Нові результати досліджень радше викличуть суперечки про еволюцію екзоскелета, зокрема про те, як ця еволюція співвідноситься з еволюцією самих очей.

## Опис

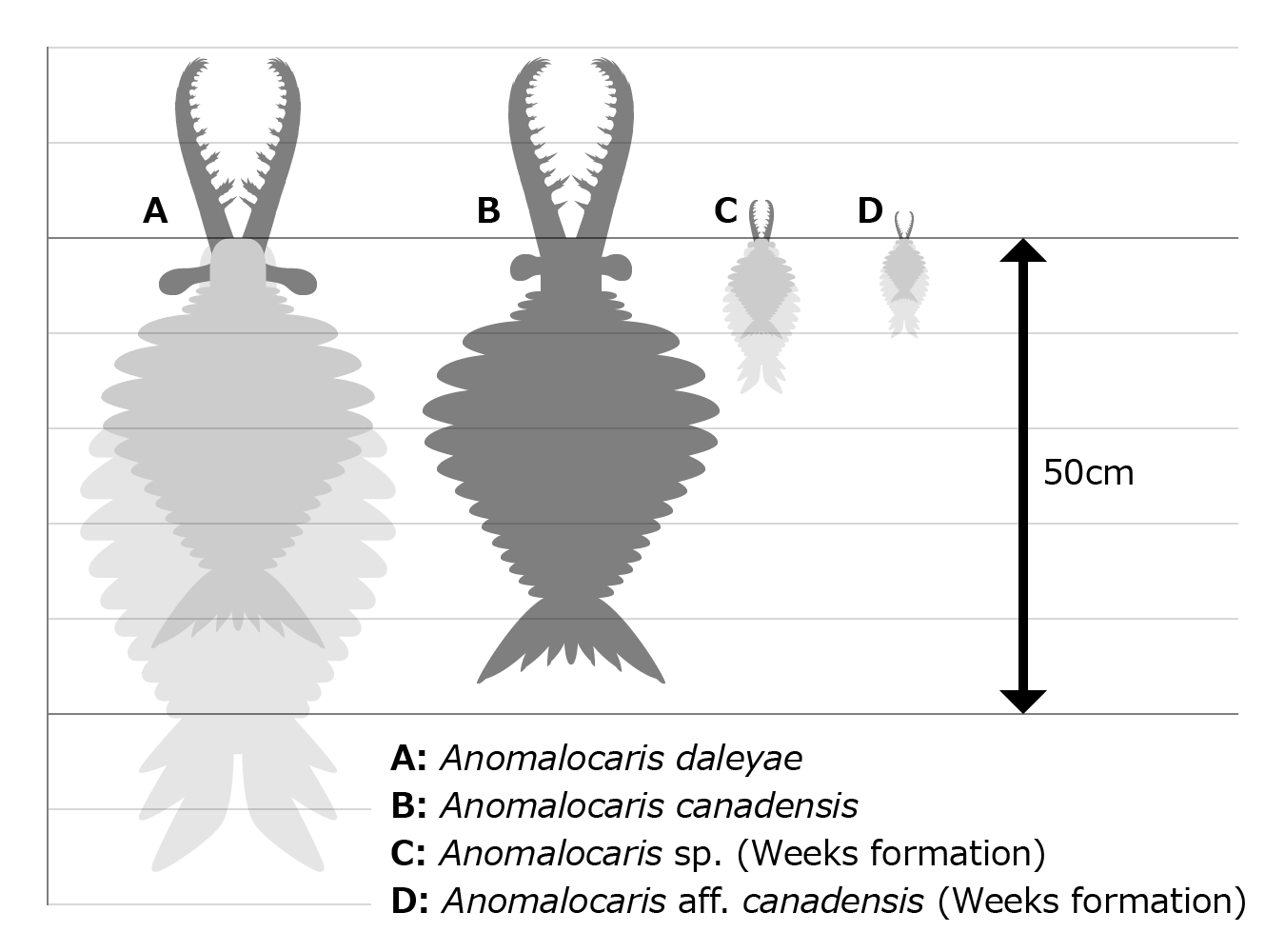
Оцінка розмірів Anomalocaris

Для того часу, в якому він жив, аномалокарис був гігантським. Повний зразок A. canadensis, ROMIP 51211, сягає 20,5 см завдовжки (17,4 см, якщо не враховувати фронтальні придатки та хвостове віяло). Найбільший фронтальний відросток у витягнутому стані сягав 18 см, і цей екземпляр A. canadensis міг досягати 34,2—37,8 см у довжину, якщо не враховувати фронтальні придатки та хвостове віяло. Попередня оцінка довжини тіла до 1 м є малоймовірною, виходячи зі співвідношення частин тіла (довжина тіла лише приблизно вдвічі більша за довжину ротового придатка в A. canadensis) та розміру найбільшого придатка.
A. daleyae (раніше A. cf. canadensis або A. aff. canadensis) зі сланців затоки Ему в Австралії більший за A. canadensis, з найбільшим відомим придатком довжиною до 18,3 см, який міг належати особині довжиною 34,8—51,2 см.
Аномалокарис рухався у воді, хвилеподібно змахуючи гнучкими стулками з боків свого тіла. Кожна лопать нахилялася нижче за попередню, і це перекриття дозволяло лопатям з обох боків тіла діяти як єдиний «плавник», максимізуючи ефективність плавання. Створена дистанційно керована модель показала, що такий спосіб плавання є цілком стабільним, що свідчить про те, що аномалокарис не потребував би складного мозку для керування рівновагою під час плавання. Тіло було найширшим між третьою і п'ятою лопатями та звужувалося до хвоста, з додатковими трьома парами маленьких стулок на звуженій ділянці шиї. Лопаті біля хвоста на скам'янілостях важко розрізнити, що ускладнює точний підрахунок. A. canadensis мали 13 основних пар стулок тулуба.

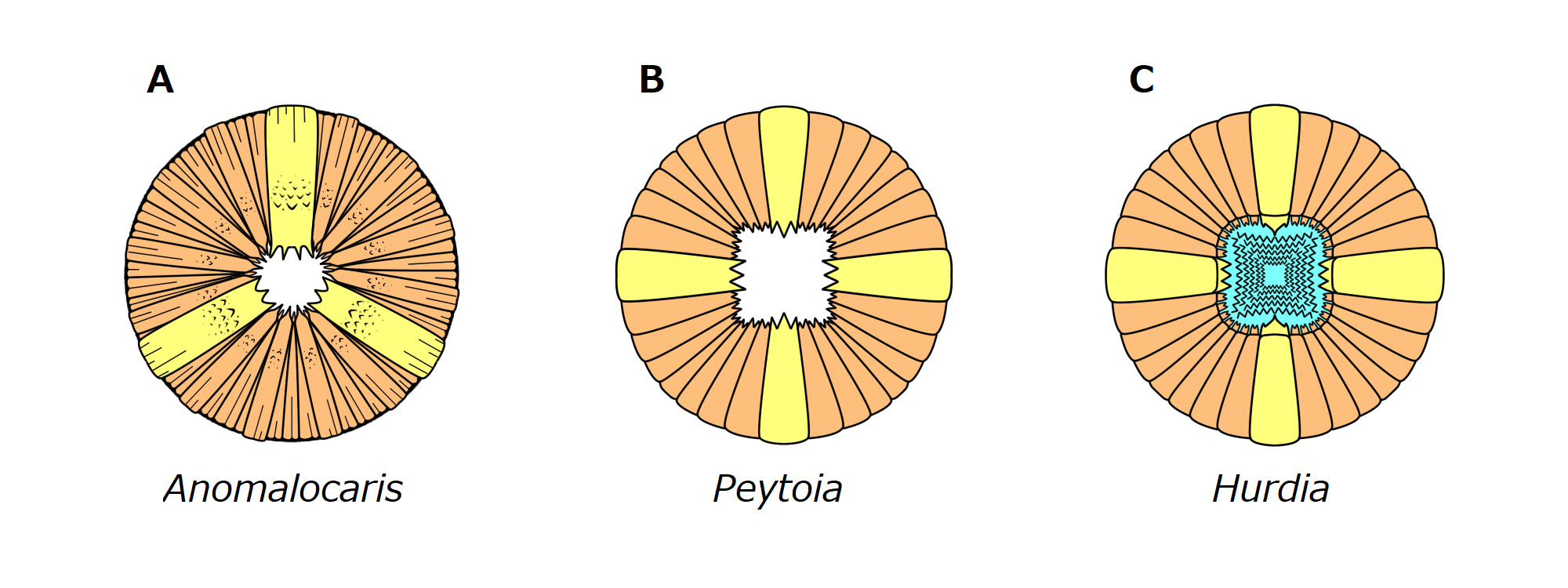
Ротові конуси Anomalocaris (A), Peytoia (B) і Hurdia (C), перший з яких має унікальну трирадіальну, горбкувату і зморшкувату структуру
Рухливість придатків тулуба радіодонта (як в Anomalocaris)
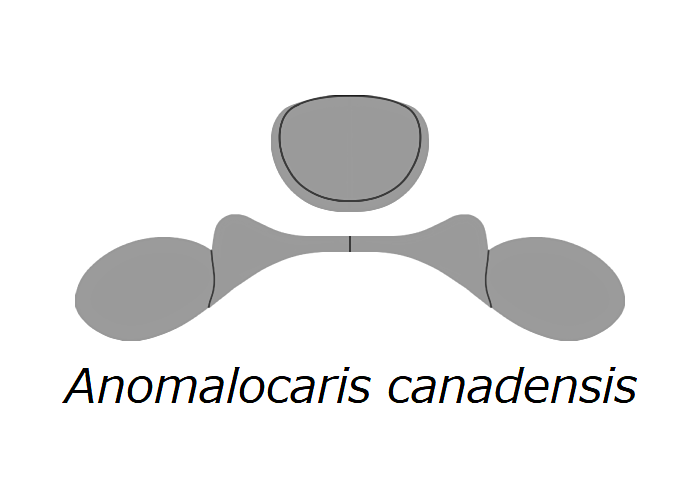
Склерити голови Anomalocaris

Аномалокарис мав незвичайний дископодібний рот, відомий як ротовий конус. Ротовий конус складався з декількох пластинок, розташованих трирадіально. Три з них були досить великими. Між кожною великою пластинкою можна було знайти три-чотири пластинки середнього розміру, а між ними — кілька маленьких пластинок. Більшість пластинок зморщені й мали лускоподібні бугорки біля ротового отвору. Такий ротовий конус дуже відрізнявся від типового для хурдієвих радіодонтів, таких як Peytoia та Hurdia, які були гладкими та тетрарадіальними. Anomalocaris також мав три склерити зверху та з боків голови — це спільна характеристика для всіх радіодонтів. Верхній, відомий як головний щит або дорсальний панцир, мав форму витягнутого збоку овалу, з виразним обідком на зовнішньому краї. Решта два бічні склерити також мали яйцеподібну форму, але були з'єднані брусоподібним виростом. Раніше його бічні склерити помилково трактували як два величезних складних ока.

## Палеобіологія
Знахідки в лагерштетті Сиріус Пасет в Гренландіі дали змогу зрозуміти, як жили та чим живилися близькі родичі хижака аномалокариса — Tamisiocaris borealis. На їхніх кінцівках вдалося розгледіти довгі шипи з тонкою фільтрувальною гребінкою. Це свідчить про те, що вони перейшли до іншого типу живлення — сестонофагії, тобто відфільтровування дрібної живності з товщі води. Отже, уже в ранньому кембрії товща морської води була населена і в ній сформувався повний харчовий ланцюжок від фітопланктону до хижаків і сестонофагів.

## Галерея

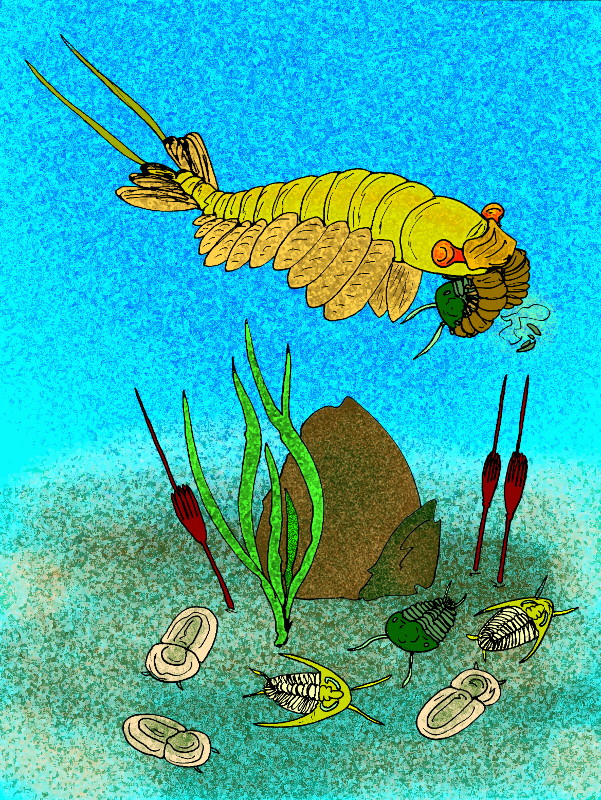
Anomalocaris saron, що полює на трилобітів Yunnanocephalus yunnanensis
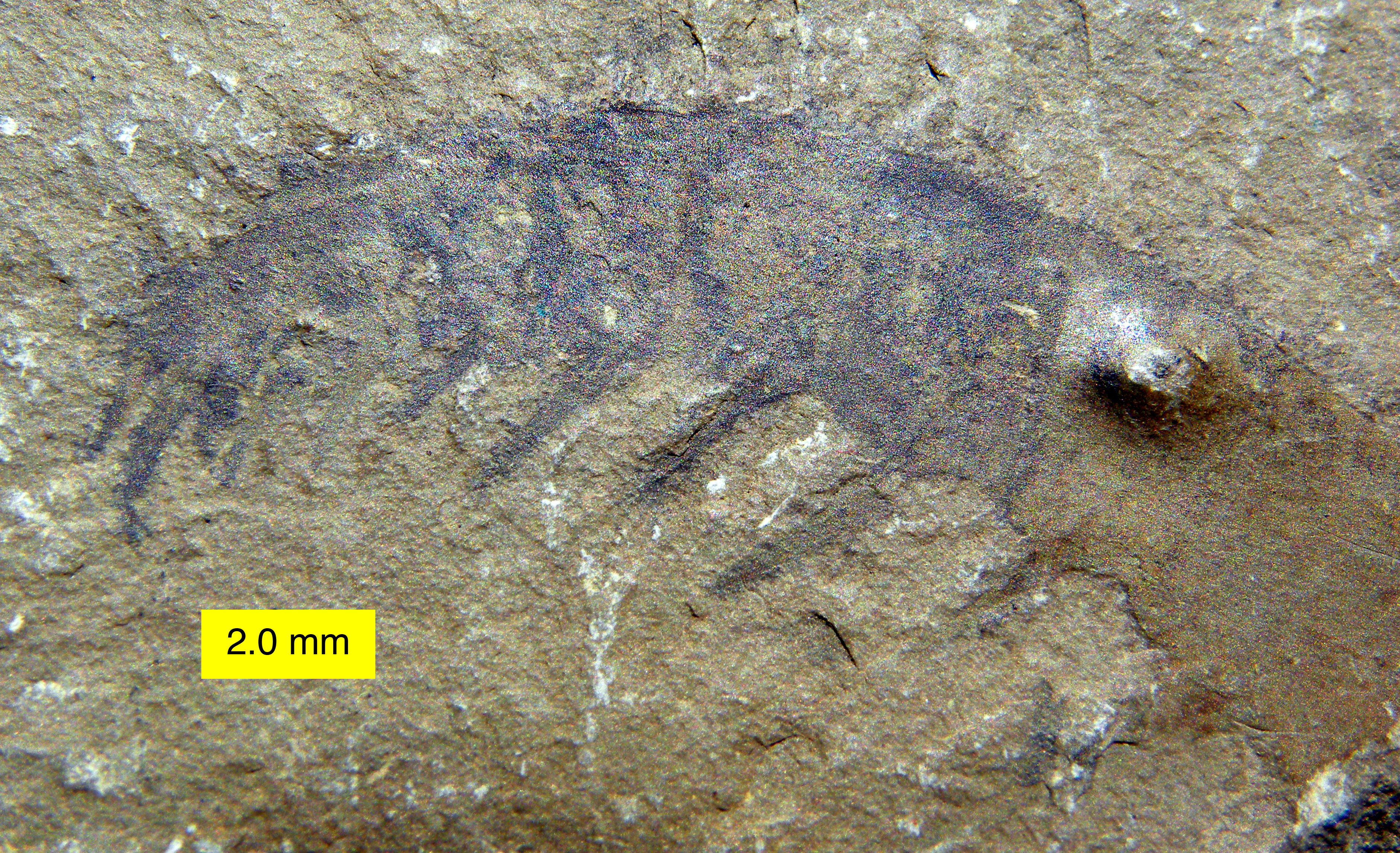
Anomalocaris